# بيضة فصح
بيضة الفصح (بالإنجليزية: Easter egg)‏ هي وظيفة مخفية ضمن برنامج حاسوب أو لعبة فيديو تكون عبارة عن (رسوم حركية أو لعبة أو رسالة أو ما إلى ذلك). يمكن الوصول إليها من خلال كلمة مفتاح أو الضغط على مجموعة من مفاتيح لوحة الأزرار ونقرات الفأرة. تعرف اختصاراً ب EE. بيضة الفصح ليست مماثلة لفيروس: إنها لا تعطل البرنامج الأصلي أو تغير البيانات، ولا تنتشر، هي مخفية وقد أُدْرِجَت عمداً من قبل المطورين. يمكن أن تكون لائحة مؤلفي البرنامج أو لعبة أو نكتة أو سلسلة فريدة من الأصوات. كما نجدها أيضاً في ألعاب الفيديو (ديابلو مثال شهير).

## أمثلة

### فضاء العمل

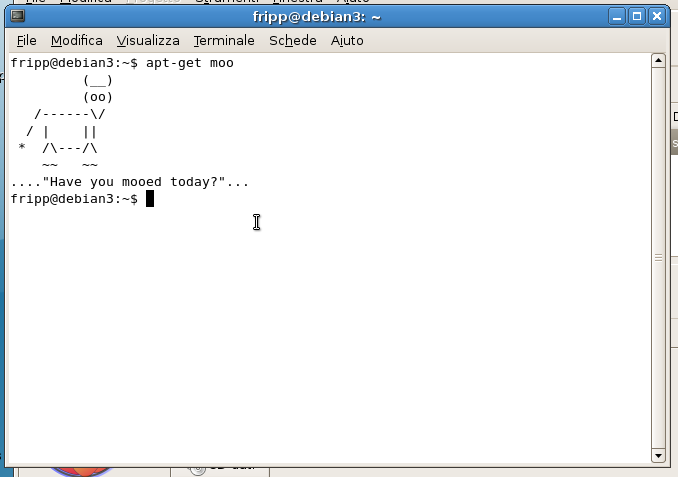
رسم بفن أسكي لجنو

- تحت جنو / لينكس / ماك OS وربما أيضاً توزيعة برمجيات بيركلي

اكتب "tar" متبوعة باسم مجلد غير موجود في المجلد حيث يتم التنفيذ في محاكي طرفية (Terminal) يعطينا جوابا كوميدي جدا.
- تحت آرش لينكس، افتح محاكي طرفية (Terminal) واكتب "cat /usr/share/libcaca/caca.txt" يعرض ملف صبياني لا مكان له تماما هناك.
- على ديبيان / أوبونتو، عن طريق أداة APT، اكتب "apt-get moo" يظهر رسم بفن أسكي لجنو.
- على ديبيان / أوبونتو، اكتب "aptitude moo" و "aptitude -v moo" و "aptitude -vv moo "، وما إلى ذلك.يعرض سلسلة من الإجابات المسجلة مسبقا نافية وجود إيستر إيغ، قبل أن يعرض أخيرا واحدة.
- تحت جنوم، اضغط على ALT+F2 تطلق اللعبة (غيغلز من الفضاء الخارجي)، نسخة من لعبة غزاة الفضاء حيث سفينة اللاعب الفضائية عبارة عن سمكة والأعداء قطيع من الماعز (ماعز مُهندس وراثيا، كبير).
- تحت كدي، اضغط على ALT+F2 ثم اكتب "life"، يتم عرض "42=" (في إشارة إلى كتاب: دليل المسافر الكوني).

### أنترنت
- لمستخدمي موزيلا فايرفوكس:

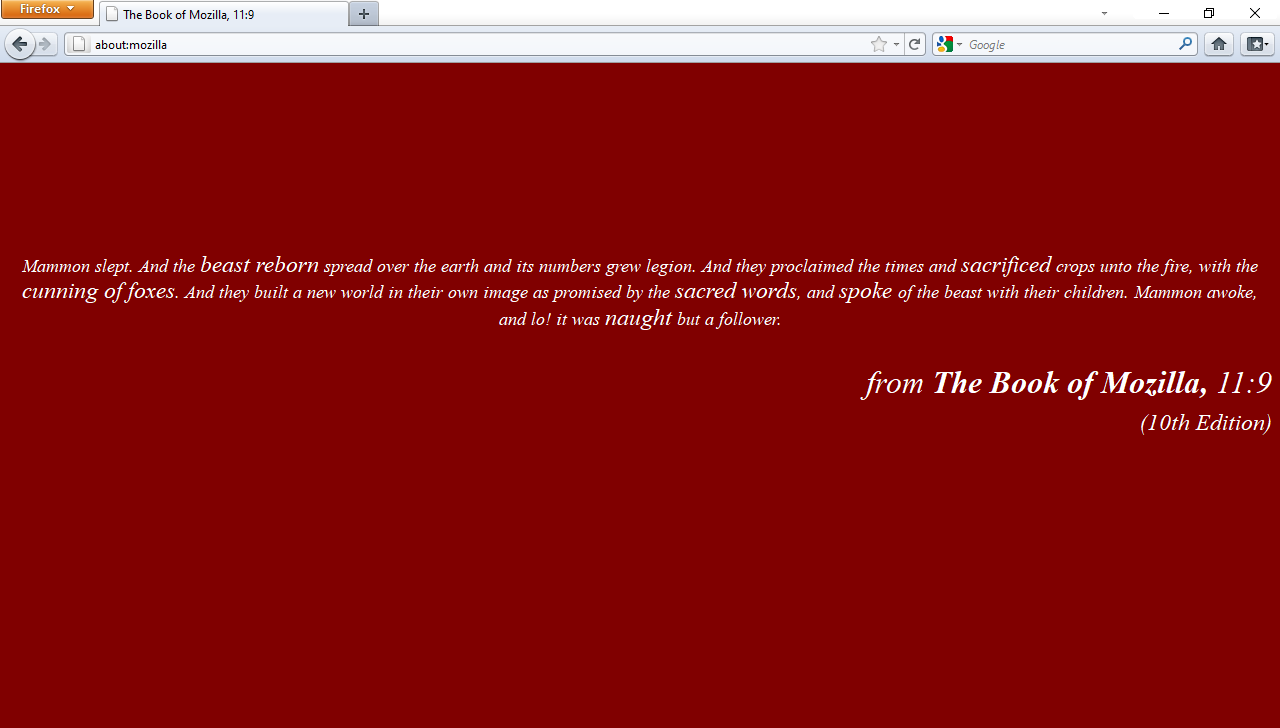
اقتباس من كتاب موزيلا

  - أدخل في شريط العنوان "about:robots" يظهر روبوت صغير يعرض رسالة.[1] إذا قمت بالضغط على زر «إعادة المحاولة»، يتحول إلى «الرجاء عدم الضغط على هذا الزر مرة أخرى.»
  - أدخل في شريط العنوان "about:mozilla" لمعرفة، الاقتباس على شكل الإنجيل في إشارة إلى تاريخ موزيلا وفايرفوكس. .
- لمستخدمي جوجل كروم:
  - عند فتح نافذة التصفح المتخفي، تظهر رسالة كنافدة استقبال عند فتح كل نافدة جديدة، تدعو المستخدم للحذر من العملاء السريين الذين يراقبونه ومن الأشخاص الذين يقفون يقف خلفه.
  - دائما في جوجل كروم، اضغط Shift + Esc لإظهار مدير المهام، حدد chrome.exe الثاني وانقر لإنهاءه. سوف تظهر على جوجل كروم: "إنه ميت، جيم! '
- بعض المواقع الإلكترونية لديها إيستر إيغ تظهر عند كتابة كود كونامي[2]
  - في قارىء جوجل كود كونامي يعرض نينجا صغير في الشريط العرضي للجانب الأيسر. رمز زر «أحب» يتحول إلى «قلب» وعند النقر عليه، عشرات من القلوب تطير في الشاشة.
  - في دايلي موشن اكتب كود كونامي خلال توقف عرض الفيديو يعرض رسائل على الفيديو، ويُرجع هذه الأخيرة ويغير شكل المؤشر إلى مكبرة تشويه.
- خاص ب جوجل كروم:
  - في يوتيوب، ببساطة اضغط على أي مفتاح في لوحة الاتجاه عند عرض شريط التحميل على الفيديو للعب لعبة الأفعى مباشرة على الأخير.
  - في خرائط جوجل الضغط على «الطريق» وكتابة "USA" في نقطة البداية و"JAPAN" كنقطة الوصول، عند #32 و #48 يمكن قراءة «عبور المحيط الهادي بالتجديف.»
  - في خرائط جوجل الضغط على «الطريق» وكتابة "JAPAN" في نقطة البداية و"CHINA" كنقطة الوصول، عند #41 يمكن قراءة «عبور المحيط الهادي بالجي تسكي.»
  - في محرك البحث جوجل، كتابة " =answer to life the universe and everything"، حاسبة جوجل تعرض 42
  - في محرك البحث جوجل، كتابة "do a barrel roll"، الصفحة تتحرك وتدور ب 360 درجة، تكريما لنينتندو وستار فوكس خاصة[3]
  - في محرك البحث جوجل، كتابة "google gravity"، تنجذب الصفحة بفعل الجاذبية الأرضية وتنهار تحت تأثير كتلتها.
  - في محرك البحث جوجل، كتابة "google sphère"، صفحة البحث عن الصور تصبح كُرَويَة ويمكن نقلها.
  - في محرك البحث جوجل، كتابة "tilt"، الصفحة سوف ترتعش وتكون مشوهة قليلا.
  - في محرك البحث جوجل، كتابة "zerg rush"، الصفحة يتم إتلافها بواسطة كثير من أحرف "O"، في إشارة إلى Starcraf. وبمجرد إتلاف الصفحة تماما، تتجمع أحرف "O" معا لتشكيل GG اختصار (لعبة جيدة). وعلاوة على ذلك، يظهر عداد النقط L، اختصار "APM" يعني الأحرف "O "و"Count"يشير إليك لأنك يمكن أن تدمر الأحرف " O "من خلال النقر عليها بالمؤشر، شريط حياتها سينخفض.
  - في محرك البحث جوجل، أثناء موسم عطل رأس السنة الجديدة، كتابة "let it snow" يؤدي إلى هبوط الثلج والصقيع في صفحة البحث. زر البحث يتحول إلى «تذويب» وتحريك المؤشر منع النقر يمكن من «كشط» الصقيع.
  - أيضا خلال موسم عطل رأس السنة الجديدة، يوتيوب، في بعض أشرطة الفيديو، يزين المؤشر بندفة الثلج، وأيضا زر يقع في أسفل اليمين من شريط القوائم بندفة الثلج، ويمكن بإسقاط الثلوج داخل إطار الفيديو.

### برمجيات
- في يوتورنت، هناك تتريس، حدد القائمة "؟ "ثم اضغط على «حول يوتورنت»، ثم اضغط على" T "لرؤية تتريس تظهر (تسمى لعبة μTris).
- في كوارك إكسبريس تحت ماك أو أس X، هناك رجل مريخي وشعاعه الليزري، pomme+alt+shift-effacer.
- في Microsoft Excel 95، هناك مستوى بسيط حتى الموت.[4]
- في Microsoft Word 97، تركيبة من مجموعة من الأزرار تعرض لعبة صغيرة للكرة والدبابيس.
- في Microsoft Excel 2000، تركيبة من الأزرار تمكن من الوصول إلى لعبة سباق السيارات.
- سكايب يخفي بعض الرموز مثل:(التجوال)، (في حالة سكر)، (علة)، (الإصبع)، (أقسم)، (الصخور)، (poolparty)، (التدخين).

### ألعاب
- في لعبة رجل الحرب، في البعثة السوفيتية 2، عندما تدخل منزل في الشمال الغربي تجد الألمان يشغلون الموسيقى.
- المستويات المختفية في بعض اللعب وكسر المفاتيح يُسمون في بعض الأحيان ب«إيستر إيغ»، وعليه فإن لعبة ماريو تحتوي على عمليات تمكن من كسر مفاتيح بعض المستويات وإظهار أخرى مخفية.
- في لعبة غراند ثفت أوتو: سان أندرياس، على الجسر الذي يربط سان فييرو ولاس فانتوراس، غلى الركيزة الثانية من اتجاه سان فييرو. عندما تنتقل إلى الجزء العلوي من السلم تلقى هناك علامة حمراء مكتوب عليها باللون الأبيض: «لا يوجد هنا إيستر إيغ! ادهب من هنا».